# Togiola Talalelei A. Tulafono

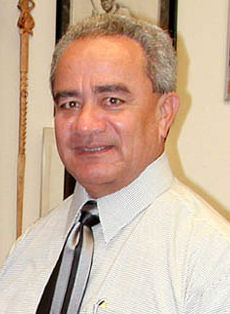
Togiola Tulafono

Togiola Talalelei A. Tulafono (* 28. Februar 1947 in Aunuʻu) ist ein Politiker aus Amerikanisch-Samoa und ehemaliger Gouverneur dieses US-Außengebietes. Er ist Mitglied der Demokratischen Partei.
Als der amtierende Gouverneur Tauese Sunia am 26. März 2003 überraschend starb, übernahm Togiola Tulafono als Vizegouverneur das Amt des Gouverneurs kommissarisch und wurde darin am 7. April desselben Jahres offiziell bestätigt. 2004 konnte Tulafono sich bei den Wahlen im November gegen seinen Kontrahenten Afoa Moega Lutu mit 56 % zu 44 % durchsetzen. Bei den Gouverneurswahlen 2008 konnten weder Tulafono (41 %) noch sein republikanischer Konkurrent Utu Abe Malae (31 %) die erforderliche absolute Mehrheit der Stimmen auf sich vereinen. Die anschließende Stichwahl gewann Tulafono mit 56,5 % gegenüber 43,5 % deutlich und wurde damit für eine weitere Amtszeit wiedergewählt.
Eine weitere Kandidatur war aufgrund einer verfassungsgemäßen Amtszeitenbeschränkung nicht möglich, weshalb Tulafono am 3. Januar 2013 aus dem Amt schied. Sein Vizegouverneur Faoa Aitofele Sunia bewarb sich um Tulafonos Nachfolge, unterlag aber dem parteilosen Bewerber Lolo Letalu Matalasi Moliga.